# Huraliganganahalli, Nagamangala
Huraliganganahalli là một làng thuộc tehsil Nagamangala, huyện Mandya, bang Karnataka, Ấn Độ.